# Dom Długosza w Krakowie
Dom Długosza – zabytkowy budynek w Krakowie na Starym Mieście (w obrębie Dzielnicy I), położony przy ulicy Kanoniczej 25, na rogu z ulicą Podzamcze, u stóp Wawelu. Wzniesiony w XIV wieku, mieścił łaźnię królewską. Był wielokrotnie przebudowywany i przekształcany. Od I połowy XV wieku służył jako dom mieszkalny dla kanoników katedralnych, a nazwę zawdzięcza jednemu z nich – Janowi Długoszowi. Dopiero w XIX stuleciu nastąpiła zmiana jego przeznaczenia, w tym też stuleciu mieszkał tam Stanisław Wyspiański. Obecnie jest siedzibą rektoratu Uniwersytetu Papieskiego Jana Pawła II w Krakowie.

## Historia

### Łaźnia królewska
Murowany budynek, który stanowi najstarszą część zachowanego obiektu, wzniesiono w pierwszej połowie XIV wieku. Położony w pobliżu zamku, sąsiadował z bramą Poboczną. Pod koniec tego stulecia służył jako łaźnia królewska, która zasilana była wodami Rudawki – sztucznego cieku, płynącego dzisiejszą ulicą Podzamcze, opływającego budowlę od południa i zachodu.

### Rezydencja możnowładcza
Najpewniej z racji stopniowego wysychania Rudawki, utrzymywanie łaźni w tym miejscu straciło sens. W 1390 roku, dokumentem z 9 sierpnia, król Władysław Jagiełło podarował budynek Krystynowi z Ostrowa, który urządził tam swoją rezydencję. Do otrzymanego domu dołączył sąsiedni, kupiony od mieszczanina Tomka zwanego Lewka i jego żony Morzki, oraz murowaną kuchnię, nabytą w 1408 roku od arcybiskupa gnieźnieńskiego Mikołaja Kurowskiego. Ta ostatnia położona była po zewnętrznej stronie fortyfikacji miasta, dlatego w trakcie prac adaptacyjnych musiano w obręb domu włączyć mur obronny (dobudowano do niego różne części rezydencji), który przez to przestał pełnić funkcję militarną. Był to w Krakowie pierwszy przypadek przyłączenia obwarowań do kamienicy.

### Dom kapitulny
W 1413 roku, za zgodą i potwierdzeniem królewskim w dokumencie z 25 sierpnia, Krystyn przekazał budynek kapitule katedralnej w zamian za dziesięciny wsi Kamyk i Sławkowice, przekazane przez biskupa Wojciecha Jastrzębca z jego dóbr stołowych, na uposażenie altarii św. Jadwigi, ufundowanej przez możnowładcę w katedrze krakowskiej. Odtąd obiekt jako dom kapitulny miał służyć za mieszkanie kanonikom. Otrzymali go Mikołaj Hinczowic z Kazimierza i Jan z Rudzicy, którzy w roku 1415 lub 1430 dokonali znacznym kosztem przebudowy obiektu.
Budynek, określany wcześniej jako „łaźnia zamkowa” lub „łaźnia królewska”, zyskał odtąd miano „domu Hińczy”. Ponadto kolejni kanonicy, mieszkający w nim, uiszczali co roku dwie grzywny na anniwersarz, rocznicową mszę w intencji Mikołaja.

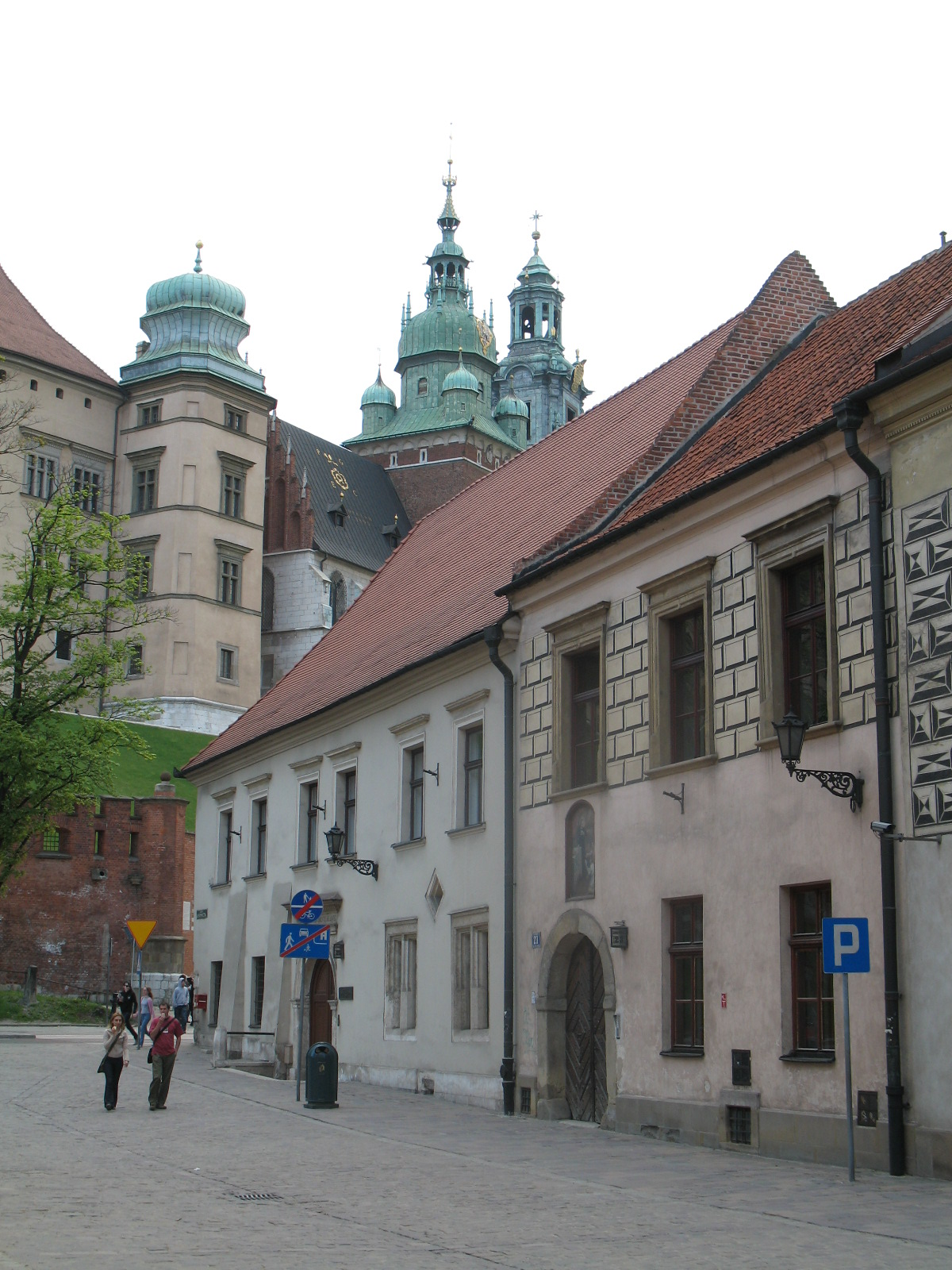
Dom Długosza (po lewej) w pierzei ulicy Kanoniczej

### Dom Długoszów
Dom, wakujący po śmierci Jana z Radochoniec, kapituła przekazała Janowi Długoszowi na mocy postanowienia z 4 lutego 1450 roku. Być może do podjęcia takiej decyzji przyczynił się Jan Elgot, jego krewny. Kanonik mieszkał początkowo sam, przy czym kustosz kapituły, ilekroć przebywał w Krakowie, miał również prawo do korzystania z tego domu. W 1453 roku do Długosza dołączył brat, imiennik. Dla dwóch stałych mieszkańców budynek okazał się zbyt mały, zatem rok później nastąpiła przebudowa. Do istniejącego domu dodano piętro, jak również dobudowano dwa piętrowe skrzydła, od południa i zachodu, połączone pod kątem na kształt litery L. Odtąd całość obiektu tworzyła podkowę z dziedzińcem pośrodku.
Pożar miasta z 1455 roku oszczędził tę kamienicę, w przeciwieństwie do większości zabudowy Kanoniczej, która spłonęła. W czerwcu 1461 roku bracia Długoszowie musieli opuścić dom, zostali bowiem wygnani, jak wielu zwolenników Jakuba z Sienna, w trakcie sporu kapituły z królem Kazimierzem Jagiellończykiem o obsadę biskupstwa krakowskiego. Ich siedziba przy Kanoniczej, podczas tumultu, w którym zginął Andrzej Tęczyński 16 lipca, stała się miejscem krótkiego schronienia dla syna zamordowanego, Jana, któremu również groziła śmierć. Dotarł tam przez tyły klasztoru franciszkanów, a następnie z tego budynku udało mu się przedostać do zamku królewskiego. Dom proskrybowanych braci został jeszcze w tym samym roku złupiony przez braci Kurozwęckich, Stanisława i Dobiesława, działających za zgodą monarchy (19 grudnia). Długoszowie powrócili do Krakowa w 1463 roku, otrzymali wtedy dziesięć grzywien od kapituły na naprawę budynku.

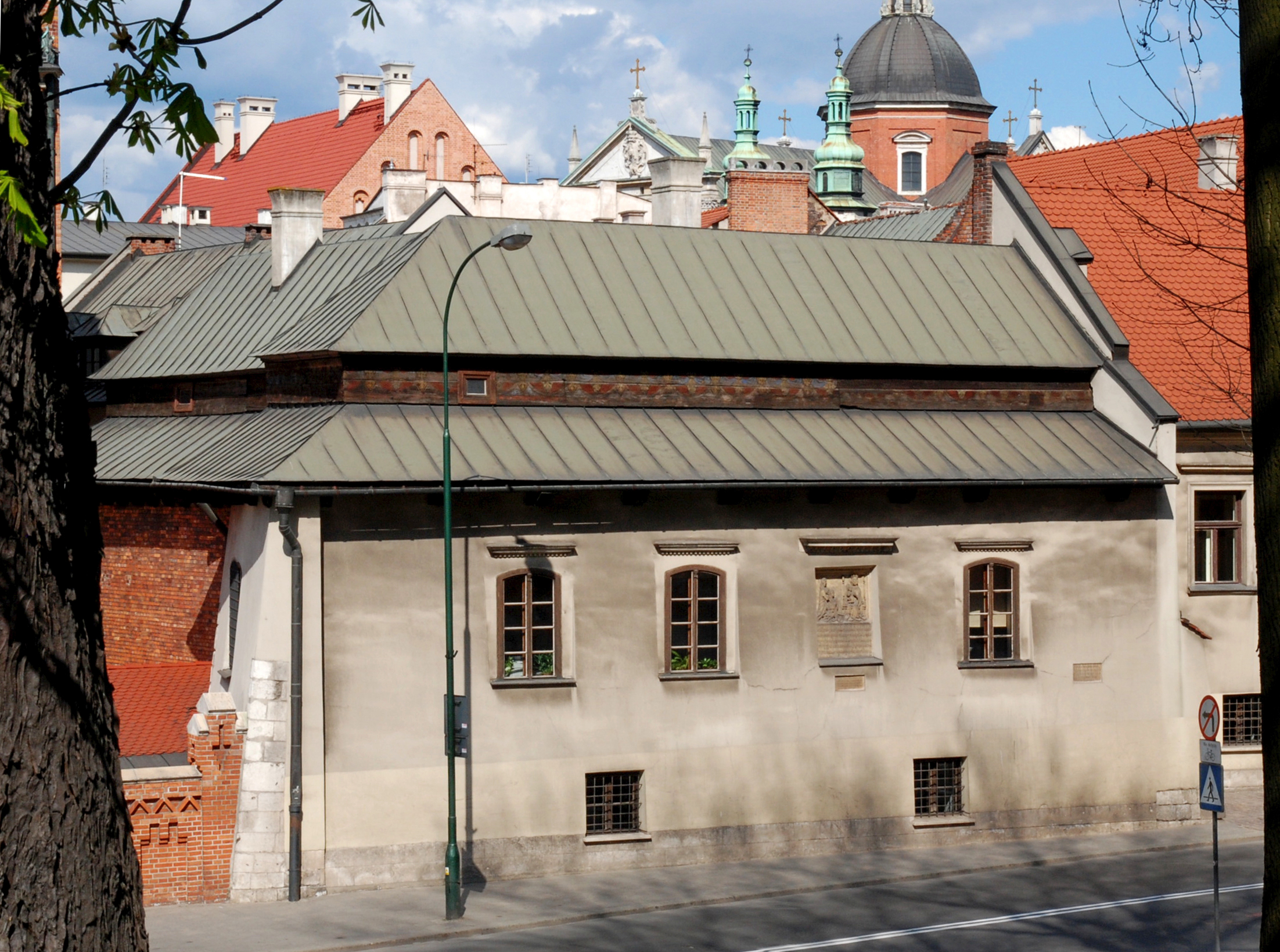
Skrzydło południowe domu, dobudowane przez Długosza

W następnych latach młodszy z braci zajmował skrzydło wschodnie domu, od Kanoniczej. Natomiast Jan Długosz starszy mieszkał w dobudowanej części, tam pracował nad swoimi dziełami, Annales seu cronicae incliti Regni Poloniae (od 1455) i Liber beneficiorum dioecesis Cracoviensis (od 1470). Być może było to również jedno z miejsc, gdzie udzielał nauk synom Kazimierza Jagiellończyka, których był wychowawcą, począwszy od 1467 roku. Po śmierci brata (1471) dzielił budynek ze znanym sobie Jakubem z Szadka, profesorem Uniwersytetu Krakowskiego. W 1479 roku Długosz otrzymał nominację na arcybiskupa lwowskiego i zrezygnował ze swej kanonii, jednak nadal mieszkał w domu kapitulnym. Tam też zmarł 19 maja 1480 roku. Bezpośrednio po śmierci Długosza dom objął Jakub z Szadka, z którym, po pewnym czasie, zamieszkał Grzegorz Lubrański.

### Czasy nowożytne
Spośród następnych kanoników, którym zamieszkiwali budynek, wyróżniającą się postacią był Maciej z Miechowa, profesor i rektor Uniwersytetu, autor Chronica Polonorum, kontynuacji kroniki Długosza. Miechowita mieszkał tam przez pewien czas, od 1514 roku, dzieląc siedzibę z Maciejem Drzewickim. Upiększał dom, gdzie zgromadził pokaźną bibliotekę i kolekcję dzieł rzemiosła artystycznego, monet, instrumentów naukowych i muzycznych, map i obrazów.
Władysław Łuszczkiewicz wiązał prace przy budynku właśnie z czasami Miechowity (i kanoników zajmujących bezpośrednio po nim dom), podczas których wprowadzono renesansowe elementy, takie jak gzymsy nad oknami czy portal bramy wejściowej od Kanoniczej, ozdobiony łacińską inskrypcją. Jakkolwiek nadal przyjmuje się, że na początku XVI wieku doszło do przebudowy, to jednak portal datuje się już na drugą połowę tego stulecia. Następnie, w 1571 roku przeprowadzono remont obiektu. Ściany zewnętrzne dla wzmocnienia zostały podparte skarpami, wstawiono nowe obramienia okienne, wnętrza udekorowano malowidłami, urządzono kuchnię i wzniesiono nową łazienkę. Następna przebudowa miała miejsce dopiero w 1775 roku i objęła galerie od strony dziedzińca oraz wymianę dachu. Możliwe, że była związana z likwidacją zniszczeń po walkach w trakcie konfederacji barskiej.
Po III rozbiorze Polski i włączeniu Krakowa do Austrii na mocy dekretu cesarskiego z 1797 roku odebrano kapitule większość budynków przy Kanoniczej. W jej rękach zostało tylko osiem obiektów, wśród nich dom Długosza, który dalej służył celom mieszkalnym. W 1825 roku oddano go w administrację prokuratorii kapitulnej, jednak już w następnym roku wprowadził się do budynku kanonik Ludwik Łętowski. Ostatecznie w 1839 roku dom przeznaczono na siedzibę prokuratorii, która mieściła się w skrzydle wschodnim od Kanoniczej. Tam również mieszkali kolejni księża wiceprokuratorzy i notariusze kapitulni.

### Dom Wyspiańskich

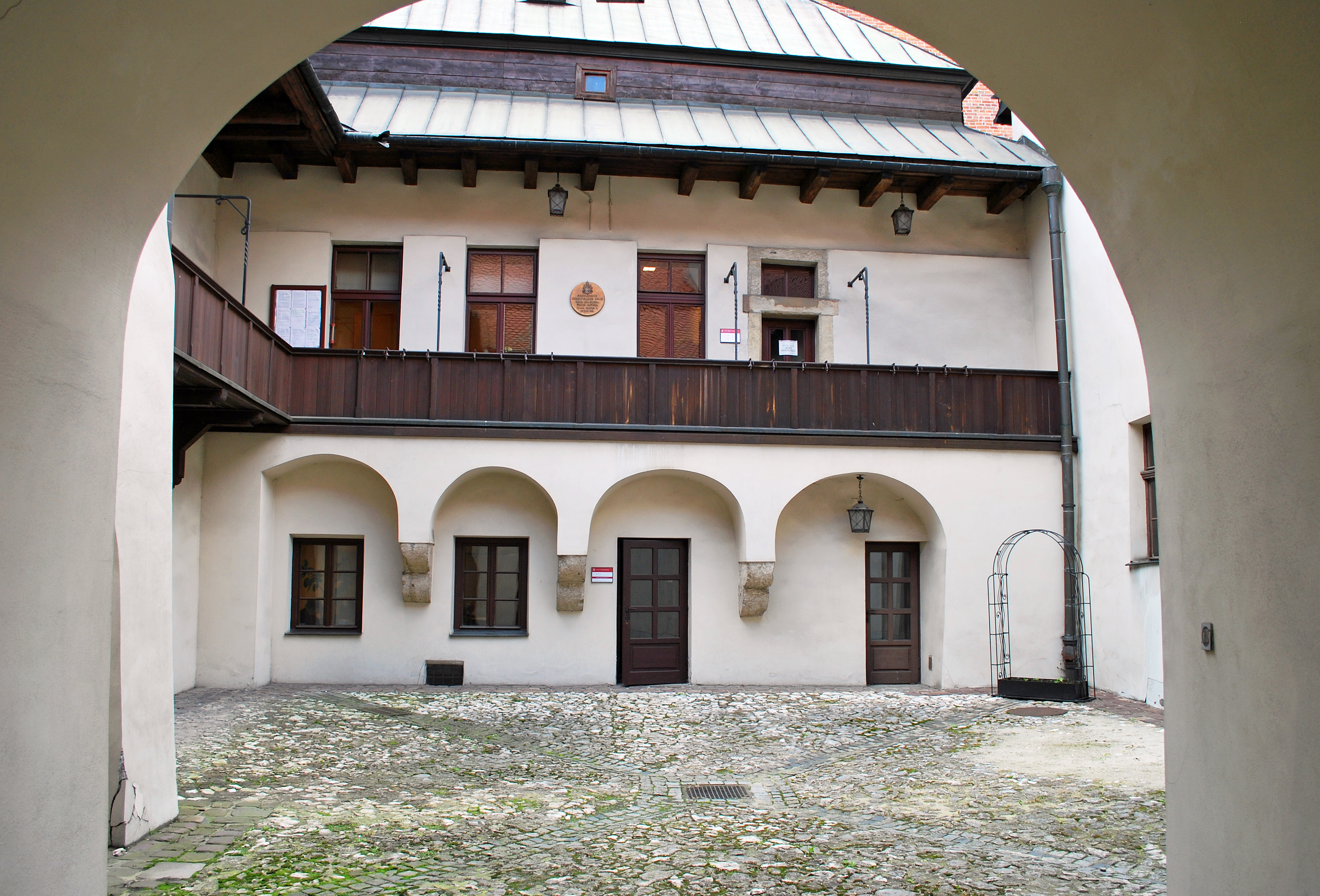
Dziedziniec.
W tym domu miał pracownię ojciec Stanisława Wyspiańskiego

W 1873 roku część budynku wynajął Franciszek Wyspiański. Były to trzy pomieszczenia na parterze, w południowo-zachodnim narożniku. Rzeźbiarz, przed wprowadzeniem się z żoną Marią i dwoma synami, musiał przeprowadzić remont, połączony z adaptacją na cele mieszkalne. W dużej, sklepionej beczkowo izbie w skrzydle południowym, która wcześniej pełniła funkcję wozowni, urządził pracownię, natomiast w zachodnim skrzydle, dwa pomieszczenia (dawne stajnie) przerobił na pokój dla żony i kuchnię. Część literatury podaje, iż funkcję mieszkalną pełnił drewniany, parterowy domek, usytuowany w pobliżu domu Długosza (czy też w jego oficynie) z którym został połączony przez Wyspiańskiego.
Warunki lokalowe były dość typowe dla znacznej części ówczesnej zabudowy Krakowa – woda dostępna tylko ze studni, brak urządzeń sanitarnych, trudności z ogrzaniem pomieszczeń. Z czasem rodzinie Wyspiańskich zaczęły doskwierać niedogodności, szczególnie mały metraż części mieszkalnej, dlatego Franciszek swoją pracownię podzielił na pół kotarą, sobie zostawiając jedną część, a drugą przeznaczając na potrzeby uczniów i miejsce gromadzenie materiałów do pracy. Dom Długosza, po okresie pomyślnym w życiu artysty, był miejscem kryzysu twórczości, alkoholizmu, depresji oraz rodzinnych tragedii – nagłej śmierci młodszego syna, Tadeusza (1875), zachorowania żony na gruźlicę i jej śmierci (1876). Pomoc w prowadzeniu domu próbowały zapewnić Wyspiańskiemu jego matką i siostra, które wprowadziły się doń jeszcze za życia Marii, co jednak powiększyło ciasnotę mieszkania. Po czterech latach (1880) starszy syn, Stanisław opuścił je, przechodząc pod opiekę wujostwa Stankiewiczów. W tym samym roku również rzeźbiarz przeniósł się z domu Długosza do budynku przy ulicy Kopernika.
Mieszkanie w bezpośrednim sąsiedztwie Wawelu, ze wspaniałym widokiem na zabytkowy kompleks wzgórza, silnie wpłynęło na późniejszą twórczość Stanisława Wyspiańskiego, podobnie jak czas spędzany z ojcem w jego pracowni, która była też miejscem zabaw ze szkolnymi kolegami, co wspominali później Stanisław Estreicher i Henryk Opieński. Artysta poświęcił temu miejscu i roli, jaką odegrało w jego życiu, napisany w 1903 roku wiersz U stóp Wawelu miał ojciec pracownię...

### Rocznica śmierci Długosza

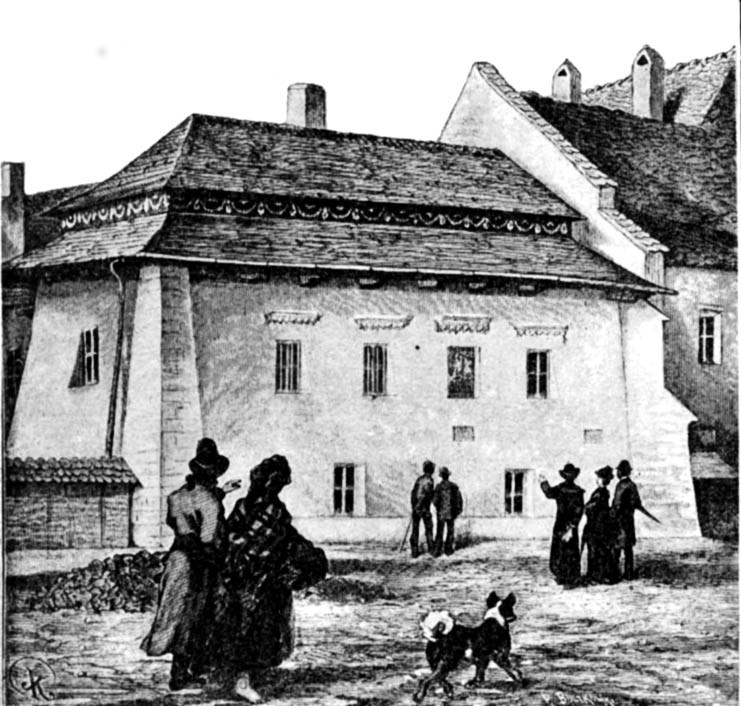
Dom Długosza, według rysunku Juliusza Kossaka z 1880 roku

Czterechsetna rocznica śmierci kronikarza w 1880 roku rozbudziła zainteresowanie budynkiem, wówczas jeszcze rzadko określanym jako „dom Długosza”, częściej zaś mianem „Pod Matką Boską”, od obrazu na elewacji. Ukazały się teksty omawiające jego dzieje. W związku z uroczystościami rocznicowymi kapituła odnowiła obiekt, zdecydowała się również na upamiętnienie kronikarza także w tym miejscu. Podczas I Zjazdu Historyków Polskich (18–21 maja 1880), w elewację skrzydła południowego, od strony Wawelu, wmurowano kamienną, piętnastowieczną tablicę erekcyjną ze zburzonego domu Psałterzystów (Psałterii), ufundowanego przez Długosza. Jeszcze w tym samym roku, 12 lipca, kapituła i konserwator zabytków Józef Łepkowski, umieścili tam dodatkową tablicę, upamiętniającą fakt, że w tym budynku żył i tworzył najwybitniejszy polski kronikarz późnego średniowiecza. Zainteresowanie zabytkowym domem, utrzymujące się po 1880 roku, przejawiało się w uwiecznianiu jego widoków, na rysunkach czy fotografii. W ten sposób obiekt zyskał bogatą dokumentację ikonograficzną.

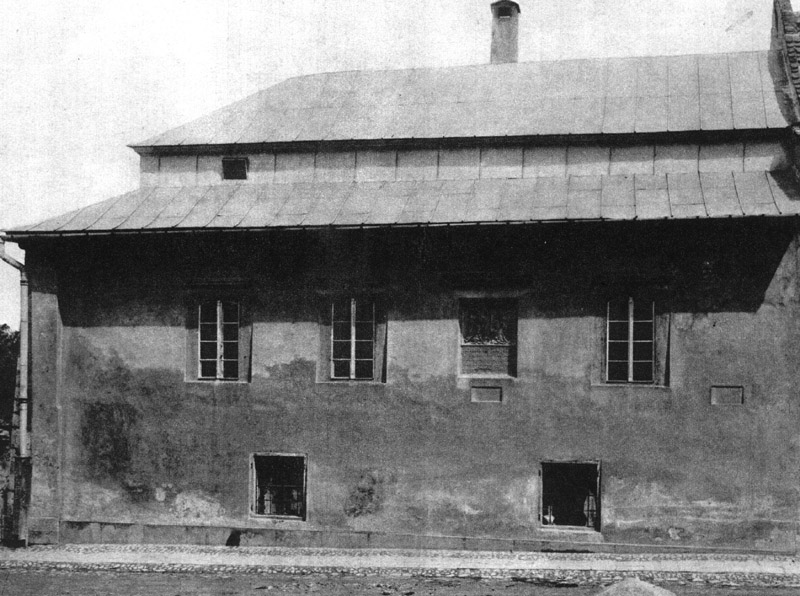
Skrzydło południowe domu Długosza, ujęte od strony Podzamcza. W oknach parteru widoczne rzeźby Franciszka Wyspiańskiego. Na wysokości okien piętra tablica fundacyjna Psałterii. Zdjęcie z około 1880 roku, z zakładu Ignacego Kriegera

### Od końca XIX wieku
Do swojej śmierci w 1900 roku mieszkał w domu Długosza, wraz z rodziną, profesor Władysław Ignacy Wisłocki, kustosz Biblioteki Jagiellońskiej. Z końcem XIX wieku kapituła odstąpiła budynek kurii biskupiej. W 1900 roku na tyłach domu, w miejscu ogrodu, wzniesiono neogotycki gmach Seminarium Duchownego. Nastąpiły wówczas największe zmiany we wnętrzach domu Długosza, który zaadaptowano na potrzeby kurii i zaplecza gospodarczego seminarium (w jego oficynie urządzono kuchnię). W 1906 roku przeprowadzono remont budynku.
Okres międzywojenny przyniósł plany zmiany przeznaczenia obiektu. W 1927 roku prezes Radia Kraków, Bronisław Winiarz, zaproponował urządzenie tam muzeum poświęconego Stanisławowi Wyspiańskiemu jako oddziału Muzeum Narodowego. Pomysł ten nie doczekał się wtedy realizacji, podobnie jak w 1932 roku, gdy wysunięto go na nowo.
W II połowie XX wieku opracowano dokumentację historyczną domu Długosza, w oparciu o wcześniejszą literaturę i materiały archiwalne (Andrzej Fischinger, 1966), przeprowadzono także badania architektoniczne, ustalając kolejne fazy jego budowy (Waldemar Niewalda i Jerzy Kossowski, 1969). Po 1980 roku rozpoczęto remont obiektu, wówczas ponownie pojawił się pomysł umieszczenia w nim placówki muzealnej, tym razem poświęconej Franciszkowi Wyspiańskiemu. Kompleksowa odnowa domu zakończyła się w latach 90. XX wieku, przy czym zasadnicze prace wykonano do 1990 roku. W 1991 roku budynek, przekazany ówczesnej Papieskiej Akademii Teologicznej, poświęcił Jan Paweł II. Zlokalizowano tam rektorat uczelni.

## Budynek

### Opis ogólny
Dom Długosza położony jest przy ulicy Kanoniczej 25, na rogu z ulicą Podzamcze. To obiekt, który kilka razy przebudowywano, z wielokrotnie przekształcanymi wnętrzami, w wyniku czego jego dawny charakter uległ w znacznym stopniu zatraceniu, ponadto podniósł się poziom ulic wokół niego. Jednak w porównaniu do pozostałych budynków przy Kanoniczej zachował częściowo średniowieczną formę.
Wzniesiony został z łamanego kamienia i cegły, przy czym mury oskarpowano w 1571 roku. W całości piętrowy, tworzy podkowę z dziedzińcem pośrodku, zamkniętym od północy ścianą sąsiedniego budynku. Natomiast południowe skrzydło, efekt rozbudowy dokonanej przez Długosza, jest bardziej wysunięte do przodu, w stronę Wawelu, niż elewacja południowa skrzydła wschodniego, starszej części obiektu. Dom przykrywa dach siodłowy nad skrzydłem wschodnim i dach polski nad częścią Długoszową, wprowadzony w 1775 roku, ozdobiony roślinną polichromią, która biegnie na listwie dzielącej zadaszenie w połowie jego wysokości.
Najstarsze partie murów (dawna łaźnia) zachowały się na parterze i w piwnicy, w części narożnej skrzydła wschodniego. Oprócz tego elementy gotyckie wmurowane są w różnych miejscach domu, zaś na elewacji od strony Kanoniczej zachowały się dwa duże gotyckie okna, ponadto powyżej nich odkryto małe okienko z XV wieku. Renesansowe elementy budynku to fryzy nadokienne i portal z II połowy XVI wieku, ozdobiony inskrypcją z sentencją „Nil est in homine bona mente melius” (Nic nie ma lepszego w człowieku ponad rozum lub Nic nie ma lepszego w człowieku nad dobrą myśl). We wnętrzu odkryto kamienne detale architektoniczne z tego okresu oraz części fryzu podstropowego. Ponadto zachowały się późniejsze galerie od strony dziedzińca oraz rzeźbiony herb Jastrzębiec na sklepieniu beczkowym w sieni.

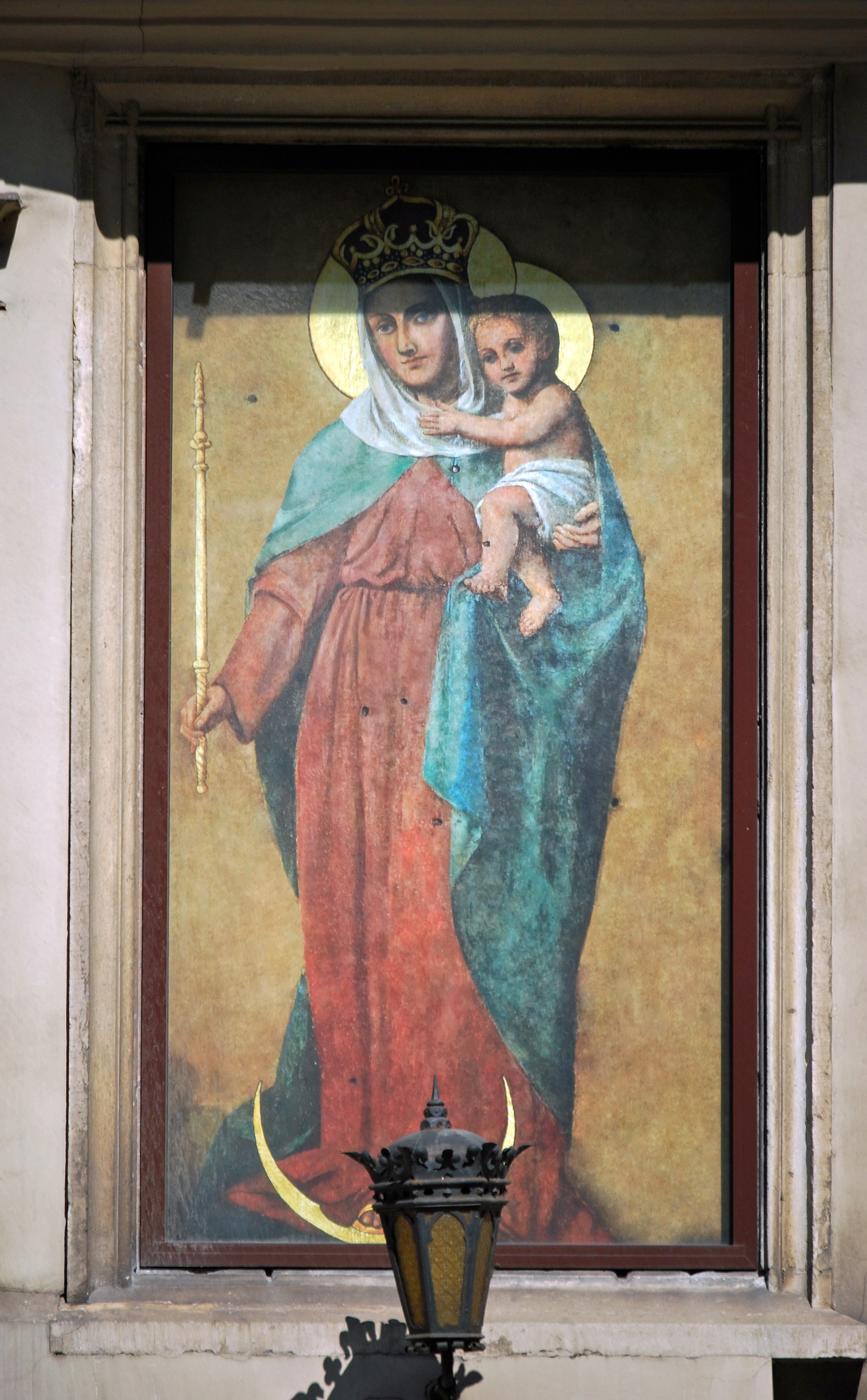
Matka Boża z Dzieciątkiem.
W obrazie tkwią kule, według tradycji, ze szwedzkich muszkietów

### Obraz na elewacji
Na południowej elewacji skrzydła wschodniego znajduje się barokowy obraz Matki Bożej z Dzieciątkiem, malowany na desce, naturalnych rozmiarów. Pochodzi z XVII lub XVIII wieku. Odnawiali go kolejno malarz Lisowski (1828), Wojciech Eliasz, kosztem Ignacego Kruszewskiego, więzionego wówczas na Wawelu (1863) i Jan Głuszkiewicz (1890). Obraz nosi ślady szesnastu kul niewiadomego pochodzenia. Wiąże się je z czasami potopu szwedzkiego, konfederacji barskiej lub walk ulicznych 26 kwietnia 1848 roku, w trakcie Wiosny Ludów.

### Tablice na elewacjach
Najstarsza z tablic pochodzi z Psałterii na Wawelu, domu kolegium duchownych (szesnastu psałterzystów i kleryka) ufundowanego przez Jadwigę i Jagiełłę w 1393 roku. Jan Długosz odnowił ten budynek (lub wzniósł nowy w miejscu zniszczonego) w 1480 roku. Nad wejściem umieszczono tablicę erekcyjną i tylko ona zachowała się z obiektu, który został zburzony w 1856 roku przez Austriaków, adaptujących wzgórze na cytadelę. Kosztem kapituły przeniesioną tablicę do jednego z budynków przy Kanoniczej, a w 1880 roku podczas I Zjazdu Historyków Polskich, wmurowano ją w elewację południowego skrzydła domu Długosza, od strony Wawelu, w miejscu jednego z okien piętra.
Dolną jej część zajmuje napis, wykonany wypukłymi, późnogotyckimi literami, opisujący fundację:

Pro Collegio Psalteristar(um) ecc(lesia)e craeovien (sis) per Wladislau(m) secundu(m) rege(m) et Heduigim reginam(m) Polonie fundato Johannes Longini Cano(n)icus Cracovien(sis) ad honore(m) Dei omnipote(n)tis fabricavit me anno mille(simo)°cccc°octuagesimo

[przekład: Dla Kolegium Psałterzystów kościoła krakowskiego ufundowanego przez Władysława Drugiego króla, i Jadwigę, królową Polski, Jan Długosz, kanonik krakowski, na cześć Boga Wszechmogącego, zbudował mnie w roku 1480]

Część górna to płaskorzeźba przedstawiająca siedzącą na tronie Madonnę z Dzieciątkiem na kolanach, przed którą klęczy fundator, z rękami złożonymi do modlitwy i wzrokiem skierowanym ku Matce Bożej. Za nim stoi, polecający go patron, św. Jan Chrzciciel, który w lewej dłoni trzyma księgę i baranka, a prawą kładzie na ramieniu klęczącego. Identyfikacji fundatora służy umieszczona przy jego nogach tarcza z herbem Wieniawa, jak i strój kanonika – rokieta lub komża z szerokimi rękawami i almucja oraz biret na głowie.
Taki rodzaj przedstawienia, jak i forma napisu, był typowy dla tablic erekcyjnych. Cechą odróżniająca je od wielu innych zabytków tego rodzaju jest brak modelu Psałterii w dłoniach kanonika. Być może był to wyraz skromności fundatora lub faktu, że budynek nie został wzniesiony przez niego, lecz jedynie odbudowany. Żadna z tablic na innych obiektach, wzniesionych za sprawą Długosza, nie wykorzystuje takiego wzoru przedstawienia.
Mimo pewnych uszkodzeń dużą uwagę przyciągało wyobrażenie kronikarza z tablicy domu Psałterzystów, jedyne wykonane za jego życia. Uznawane było wręcz za portret Długosza, jednak późniejsze badania podały taki osąd w wątpliwość. Wydaje się, że w tym przypadku jest to wizerunek typizowany, który charakter modela oddaje przez środki zewnętrzne (strój, herb), z umownym wyrazem jego powagi i godności. Być może artysta, twórca płyty, wprowadził pewne cechy realistyczne w rysach postaci fundatora, szczególnie na twarzy – pełnej, z mocno zarysowanym podbródkiem, dużymi oczami i wydatnym nosem, od którego biegną dwie głębokie bruzdy. Ocenę wiarygodności tej podobizny utrudnia fakt, iż nie ma żadnych innych wizerunków Długosza wykonanych za jego życia. Zapewne rzeźbiarz wykorzystał pewne realne, charakterystyczne dla fundatora cechy fizjonomii, aczkolwiek ich wierne odtworzenie nie było dla niego ważne. Podobizna z tablicy jest zatem dziełem na pograniczu umowności i portretowości.
Poniżej płyty z wawelskiej Psałterii umieszczono tabliczkę, która po łacinie pokrótce przedstawiała tę pamiątkę po kronikarzu:

Diruta Domo Collegii Psalteristarum in monte Wawel MDCCLVI olim a Joanne Dlugosz Can(onico) Ecclesiae Cath.(edralis) Cracov.(iensis) fundata lapis hic unicus ex illa superstes quattuor saeculis post huc translatus est anno Domini MDCCCLXXX

[przekład: Po zburzeniu w 1856 Domu Kolegium Psałterzystów ufundowanego na górze Wawel niegdyś przez Jana Długosza, kanonika kościoła katedralnego krakowskiego, kamień ten jedyny z niego pozostały w 400 lat później tu przeniesiony został roku Pańskiego 1880]

Na tej samej elewacji, nieco poniżej linii okien piętra i w pewnej odległości od reliktu Psałterii, odsłonięto jeszcze 12 lipca 1880 roku kolejną tabliczkę, tym razem już po polsku upamiętniającą miejsce życia i pracy Długosza:

Ta część domu dobudowana przez braci Długoszów roku 1450, tu Jan Długosz mieszkał lat 30, tu pisał dzieje Polski i tu umarł 1480 r.

Kolejna tablica pamiątkowa, umieszczona na domu Długosza od strony ulicy Podzamcze, poświęcona została Stanisławowi Wyspiańskiemu. Wykonana z brązu, zaprojektowana przez Bronisława Chromego, została w 1967 roku, w sześćdziesiątą rocznicę zgonu młodopolskiego artysty, umieszczona w elewacji południowej skrzydła wschodniego. Ufundowali ją uczniowie Technikum Odzieżowego imienia Wyspiańskiego. Tablica przedstawia jego popiersie, poniżej którego znalazła się strofa z wiersza U stóp Wawelu miał ojciec pracownię...
28 listopada 2015 roku, w trakcie uroczystości zamykających Rok Jana Długosza, na budynku (od strony ulicy Kanoniczej) odsłonięto nową tablicę pamiątkową poświęconą kronikarzowi. Zaprojektowana została przez Andrzeja Zwolaka, profesora krakowskiej Akademii Sztuk Pięknych, a ufundował ją Uniwersytet Papieski. Umieszczono na niej cytat z Roczników – Miłość Ojczyzny przewyższa zwykle wszelką inną miłość – w brzmieniu łacińskim.

## Duchowni mieszkańcy domu
Poniższą listę podano za pracą K. Hoszowskiego, uzupełniając ją o informacje z innych opracowań. Ze względu na braki w materiale archiwalnym nie jest ona kompletna. Dla niektórych kanoników znana jest jedynie data zamieszkania lub opuszczenia domu, czasem zaś tylko rok, pod którym był notowany jako zajmujący ten obiekt. Znak † przy dacie końcowej oznacza, że duchowny zmarł, będąc mieszkańcem domu, w innych przypadkach opuszczenie go związane było z przeniesieniem się do innego budynku lub rezygnacją z miejsca w kapitule, po objęciu innej godności kościelnej.
| Mikołaj Hińcza z Kazimierza, 1415 (lub ok. 1430) | Jan Konarski, do 1503                 | Jakub Montano, od 1571 do 1580†       | Łukasz Dębski, od 1631 do 1634               | Jan Kazimierz Bokum, od 1690 do 1701    | Ludwik Łętowski, od 1826 do 1839 |
| Jan z Rudzicy, 1415 (lub ok. 1430)               | Jan Karnkowski, od 1503 do 1504       | Zbigniew Ziółkowski, od 1580 do 1583† | Wojciech Purzycki, od 1634 do 1639†          | Michał Trzebiński, od 1701 do 1734      |                                  |
| Jan z Radochoniec, od 1439 do 1450†              | Piotr Tomicki, od 1504                | Piotr Przerębski, od 1583 do 1585†    | Wacław Leszczyński, od 1639 do 1645          | Jan Benedykt Grodzicki, od 1734 do 1751 |                                  |
| Jan Długosz starszy, od 1450 do 1480†            | Maciej z Miechowa, od 1514 do 1516    | Maciej Kłodziński, od 1585 do 1616†   | Justus Słowikowski, od 1645 do 1650          | Walenty Pruski, od 1751 do 1776         |                                  |
| Jan Długosz młodszy, od 1453 do 1471†            | Maciej Drzewicki, od 1514 (1515)      | Mikołaj Lubomirski, od 1616 do 1617†  | Wawrzyniec Gembicki, od 1650 do 1653†        | Adam Łętowski, od 1776 do 1778†         |                                  |
| Jakub z Szadka, od 1472 do 1487†                 | Jan z książąt litewskich, w 1514      | Andrzej Szyszkowski, od 1617 do 1622  | Mikołaj Leżeński, do 1674                    | Ignacy Bieńkowski, od 1778 do 1782      |                                  |
| Grzegorz Lubrański, od 1480                      | Bernard Wapowski, od 1516             | Erazm Kretowski, od 1622 do 1625      | Zbigniew Lanckoroński, od 1674 do 1678†      | Ignacy Wojczyński, od 1782 do 1789      |                                  |
| Jan Leszczyński, od 1487                         | Walenty Herburt, do 1560              | Albert Łubieński, od 1625             | Andrzej Pągowski, od 1678 do 1683            | Augustyn Lipiński, od 1789 do 1814†     |                                  |
| Jan Baruchowski, w 1500                          | Franciszek Krasiński, od 1560 do 1571 | Marcin Karnkowski, do 1631†           | Andrzej Tobiasz Żaboklicki, od 1683 do 1690† | Hipolit Starowiejski, od 1814 do 1825†  |                                  |

Wiceprokuratorzy i notariusze kapitulni zamieszkujący dom od 1839 roku:

Ludwik Haselquist (wiceprokurator do 1842), Sylwester Grzybowski (wiceprokurator do 1850), Józef Godlewski (do 1861 wiceprokurator, od 1850 do 1852 notariusz), Jan Pietrzykowski (notariusz do 1861, wiceprokurator do 1872), Teofil Miodowicz, Józef Krzemiński (notariusz od 1861 do 1867), Juliusz Bukowski (notariusz do 1876), Ignacy Polkowski (notariusz od 1877).